# Juillet 1918 (guerre mondiale)
juin 1918 - juillet 1918 - août 1918
- 2 juillet : 
  - Ouverture de la « Grande conférence de Spa », seconde des quatre conférences de Spa : les derniers partisans d'une paix de compromis parmi les responsables politiques du Reich sont définitivement évincés à la demande des Dioscures, Erich Ludendorff et Paul von Hindenburg, principaux animateurs de la politique expansionniste du Reich.

- 3 juillet :
  - Mehmed VI, dernier sultan ottoman, accède au pouvoir lors de la mort de son frère Mehmed V.

- 4 juillet : 
  - Bataille du Hamel : après 92 minutes de combat, les unités américaines et australiennes remplissent les objectifs qui leur sont assignés, grâce à une efficace coordination entre l'infanterie et les blindés.

- 8 juillet : 
  - Accord entre la Roumanie défaite et les puissances centrales : les protocoles additionnels au traité de Bucarest sont avalisés par les deux parties.

- 9 juillet : 
  - Démission de Richard von Kühlmann du poste de secrétaire d'État du Reich aux affaires étrangères. Le gouvernement du Reich affirme sa volonté de mener le conflit jusqu'à la victoire. Le pangermaniste Paul von Hintze lui succède à ce poste et reçoit le soutien du Reichstag.
  - Session inaugurale des négociations commerciales germano-autro-hongroises de Salzbourg : ces négociations doivent aboutir à un accord entre le Reich et la double monarchie au sujet des modalités pratiques de l'union douanière germano-austro-hongroise actée à Spa le 12 mai précédent.

- 14 juillet :
  - Démission de Franz Conrad von Hötzendorf : à la demande de l'empereur-roi Charles, il met fin de lui-même à ses fonctions de commandant sur le front italien, à la suite des échecs du mois précédent.

- 15 juillet :
  - Les Allemands déclenchent les opérations en Champagne : cette dernière tentative de rompre le front allié échoue dès le lendemain.

- 16 juillet :
  - Le général Wilfrid Malleson (en) conduit un corps expéditionnaire britanno-indien de 950 hommes au Turkestan pour contrer la présence soviétique dans la région et toute menace contre l’Inde britannique et la Perse[1].

- 17 juillet :
  - Assassinat de la famille impériale russe à Ekaterinbourg

- 18 juillet : 
  - Bataille de Chateau-Thierry : attaque surprise de Alliés sur le flanc du front allemand.